# Segunda División de México 1950-51
Fue el torneo inaugural de la segunda división mexicana, que tenía como objetivo, el primer lugar ascender a la primera división en esta edición solo se contó con la participación de 7 equipos: Irapuato, Morelia,  Pachuca, Querétaro,  Toluca,  Zacatepec y  Zamora.

## Formato de competencia
Los siete equipos compiten en un grupo único, todos contra todos a visita recíproca. Se coronaria campeón el equipo con la mayor cantidad de puntos y así conseguir el ascenso; si al final de la campaña existiera empate entre dos equipos en la cima de la clasificación, se disputaría un duelo de desempate para definir al campeón, esto claro sin considerar de por medio ningún criterio de desempate.

## Equipos participantes

### Equipos por entidad federativa
| Entidad Federativa | N.º | Equipos          |
| ------------------ | --- | ---------------- |
| Michoacán          | 2   | Morelia y Zamora |
| Estado de México   | 1   | Toluca           |
| Guanajuato         | 1   | Irapuato         |
| Hidalgo            | 1   | Pachuca          |
| Morelos            | 1   | Zacatepec        |
| Querétaro          | 1   | Querétaro        |

### Información sobre los equipos participantes
| \| Equipo \| Sede \| Estadio \| En Segunda desde... \| \| ----------------------- \| ------------------------ \| ----------------------- \| ------------------- \| \| Irapuato (IRA) \| Irapuato, Guanajuato \| Revolución \| 1950 \| \| Deportivo Morelia (MOR) \| Morelia, Michoacán \| Campo Morelia \| 1950 \| \| Atlético Pachuca (PAC) \| Pachuca, Hidalgo \| Campo Margarito Ramírez \| 1950 \| \| Querétaro FC (QRO) \| Querétaro, Querétaro \| Municipal \| 1950 \| \| Toluca FC (TOL) \| Toluca, Estado de México \| Campo del Tívoli \| 1950 \| \| Zacatepec FC (ZAC) \| Zacatepec, Morelos \| Campo del Ingenio \| 1950 \| \| Zamora (ZAM) \| Zamora, Michoacán \| Parque Juan Carreño \| 1950 \| |                          |                         |                     |
| Equipo | Sede                     | Estadio                 | En Segunda desde... |
| Irapuato (IRA) | Irapuato, Guanajuato     | Revolución              | 1950                |
| Deportivo Morelia (MOR) | Morelia, Michoacán       | Campo Morelia           | 1950                |
| Atlético Pachuca (PAC) | Pachuca, Hidalgo         | Campo Margarito Ramírez | 1950                |
| Querétaro FC (QRO) | Querétaro, Querétaro     | Municipal               | 1950                |
| Toluca FC (TOL) | Toluca, Estado de México | Campo del Tívoli        | 1950                |
| Zacatepec FC (ZAC) | Zacatepec, Morelos       | Campo del Ingenio       | 1950                |
| Zamora (ZAM) | Zamora, Michoacán        | Parque Juan Carreño     | 1950                |

## Clasificación final
| Pos. | Equipo            | Pts. | PJ | G | E | P | GF | GC | Dif. | Clasificación                 |
| ---- | ----------------- | ---- | -- | - | - | - | -- | -- | ---- | ----------------------------- |
| 1    | Zacatepec (A)     | 19   | 12 | 8 | 3 | 1 | 26 | 15 | +11  | Ascenso a la Primera División |
| 2    | Zamora            | 13   | 12 | 5 | 3 | 4 | 15 | 16 | −1   |                               |
| 3    | Atlético Pachuca  | 12   | 12 | 5 | 2 | 5 | 18 | 19 | −1   |                               |
| 4    | Irapuato          | 11   | 12 | 4 | 3 | 5 | 17 | 15 | +2   |                               |
| 5    | Deportivo Morelia | 11   | 12 | 5 | 1 | 6 | 18 | 18 | 0    |                               |
| 6    | Toluca            | 9    | 12 | 3 | 3 | 6 | 17 | 19 | −2   |                               |
| 7    | Querétaro         | 9    | 12 | 4 | 1 | 7 | 13 | 22 | −9   |                               |

 Fuente: RSSSF

## Resultados
| Local \ Visitante | IRA | MOR | PAC | QUE | TOL | ZAC | ZAM |
| ----------------- | --- | --- | --- | --- | --- | --- | --- |
| Irapuato          | —   | 3–1 | 1–1 | 0–2 | 1–0 | 2–3 | 4–0 |
| Morelia           | 3–1 | —   | 5–1 | 2–1 | 2–1 | 0–1 | 1–2 |
| Pachuca           | 1–0 | 3–1 | —   | 1–0 | 4–1 | 1–2 | 2–1 |
| Querétaro         | 1–3 | 0–1 | 2–1 | —   | 2–1 | 2–2 | 1–0 |
| Toluca            | 1–1 | 2–0 | 2–1 | 5–1 | —   | 0–2 | 1–1 |
| Zacatepec         | 0–0 | 2–1 | 4–2 | 4–1 | 2–2 | —   | 4–2 |
| Zamora            | 2–1 | 1–1 | 0–0 | 2–0 | 2–1 | 2–0 | —   |

|                                |
| Zacatepec Campeón 1.er título. |

| Predecesor: No Existía | Temporadas de la Segunda División de México 1950/1951 | Sucesor: 1951/52 |